# MY BEST THANKS
『MY BEST THANKS』（マイ・ベスト・サンクス）は、日本の歌手中森明菜のミニ・アルバム。このアルバムは1985年12月21日にワーナー・パイオニアよりリリースされた (LP: L-4101)。

## 背景
『MY BEST THANKS』は、1982年発表の『Seventeen』、1984年発表の『SILENT LOVE』に続く中森にとって3枚目となるLP盤限定 (LP: L-4101)でリリースされたミニ・アルバムで、1985年12月21日に発売された。本作の帯コピーには「明菜だからグラフィカル!!」と記載されており、LP盤のレーベル裏面がグラフィカル・ディスク仕様となっている。加えて、8ページのオールカラー・ブックレットも封入された。
収録曲は全3曲で、7枚目のスタジオ・アルバム『BITTER AND SWEET』収録曲の「予感」と、新曲の「ありふれた風景」と「Don't Tell Me This is Love」の2曲を収録した。
本作2曲目として収録された「予感」は『BITTER AND SWEET』版の「予感」と収録時間が異なり（SEがエンディングと重なる為F.O.が早めになっている）、またミックスとマスタリングの違いで音質が異なっている。
。また、同曲の後半部分と3曲目の「Don't Tell Me This is Love」の冒頭部分において、「SAND BEIGE -砂漠へ-」のB面曲「椿姫ジュリアーナ」の一部分をサンプリングとして使用している。これに該当する部分はアナログ盤は長いリード・イン部分になっており、「Don't Tell Me This is Love」はアルバム中でも特別に扱われている。
数種あるサンプル盤でも、イントロのSEの編集点で時間表示が違う。このアルバムはLP限定でリリースされた後、1988年12月21日に初CD化され再発売されている (CD: 13L2-48)。

## チャート成績
本作は、オリコン週間LPチャートの1985年12月30日付で初登場し、最高順位1位を記録した。以降、1986年1月20日付まで1位を記録し、1986年1月20日付の前週にあたる同年1月13日付が2週分の合算週により、通算で4週連続となる首位を獲得した。同チャートには、計16週に渡ってランクインしている。

## 収録曲
| #         | タイトル                       | 作詞・作曲 | 編曲      | 時間  |
| --------- | ------------------------------ | ---------- | --------- | ----- |
| 1.        | 「ありふれた風景」             | 小坂明子   | 井上鑑    | 4:36  |
| 2.        | 「予感」                       | 飛鳥涼     | 椎名和夫  | 4:08  |
| 3.        | 「Don't Tell Me This is Love」 | Biddu      | 佐藤準    | 4:18  |
| 合計時間: | 合計時間:                      | 合計時間:  | 合計時間: | 13:02 |

## クレジット
- 撮影: 清水伸充[4]

## リリース履歴
| 発売日         | レーベル                       | 規格 | 品番         | 備考                                                |
| -------------- | ------------------------------ | ---- | ------------ | --------------------------------------------------- |
| 1985年12月21日 | ワーナー・パイオニア           | LP   | L-4101       | グラフィカルディスク仕様                            |
| 1988年12月21日 | ワーナー・パイオニア           | CD   | 13L2-48      | [ 9 ]                                               |
| 2023年2月22日  | ワーナーミュージック・ジャパン | CD   | WPCL-13453/4 | オリジナル・カラオケ付 2023ラッカーマスターサウンド |

## セルフカバー
本作の1曲目として収録された「ありふれた風景」の作詞と作曲を手掛けた日本のシンガーソングライターの小坂明子が2013年3月にリリースしたセルフ・カバー・アルバム『懐想 linked to 40yrs.』にて、この曲をセルフカバーしている。このアルバムは、小坂にとってデビュー40周年を記念する作品となった。

## 参照
1. 1 2 3  中森明菜 (21 December 1988). MY BEST THANKS (12cmCD). ワーナー・パイオニア. 13L2-48。
2. 1 2 3 4 5 6  『ALBUM CHART-BOOK COMPLETE EDITION 1970 〜 2005』オリコン・マーケティング・プロモーション、2006年4月25日、455-457、882頁頁。ISBN 4871310779。
3. 1 2 3  『AKINA』（4×12cmCD）中森明菜、ワーナーミュージック・ジャパン、1993年11月10日。WPCL-770〜3。
4. 1 2 3 4  『MY BEST THANKS』（LP）中森明菜、ワーナー・パイオニア、1985年12月21日。L-4101。
5. ↑  馬飼野元宏『Hotwax presents 歌謡曲 名曲名盤ガイド 1980's』シンコーミュージック・エンタテイメント、2006年7月20日、65頁。ISBN 440175106X。
6. ↑  『BITTER AND SWEET』（LP）中森明菜、ワーナー・パイオニア、1985年4月3日。L-12593。
7. ↑  “【BITTER AND SWEET 】中森明菜 : 試聴とダウンロード - listen.jp”.  エムティーアイ. 2008年4月23日時点のオリジナルよりアーカイブ。2013年1月24日閲覧。
8. ↑  中森明菜 (25 June 1988). SAND BEIGE -砂漠へ- (8cmCD). ワーナー・パイオニア. 10SL-142。
9. 1 2 3  “MY BEST THANKS 中森明菜のプロフィールならオリコン芸能人事典-ORICON STYLE”.  オリコン. 2012年3月11日閲覧。
10. 1 2  “小坂明子 / 懐想〜linked to 40yrs〜 - CDJournal”.   音楽出版社. 2013年5月3日閲覧。